# Al-Thumama-Stadion
Das al-Thumama-Stadion (arabisch ملعب الثمامة Malʿab ath-Thumāma) ist ein Fußballstadion im Bezirk al-Thumama der katarischen Hauptstadt Doha. Der Bau wurde als eines von acht Stadien für die Fußball-Weltmeisterschaft 2022 in Katar errichtet und bietet 44.400 Plätze. Das Design wurde von der traditionellen Takke, eine gewebte Kopfbedeckung, die muslimische Männer und Jungen im Nahen Osten tragen, inspiriert. al-Thumama liegt 12 Kilometer südlich des Stadtzentrums von Doha. Zum Flughafen Hamad International Airport sind es in östlicher Richtung fünf Kilometer Wegstrecke.

## Geschichte
Noch vor der Bewerbung Katars wurde 2008 ein Stadion am heutigen Standort geplant. Das Wall Stadium mit 11.000 Plätzen sollte unterirdisch gebaut werden. Es war der Versuch, die Sportstätte im heißen Wüstenklima besser kühlen zu können. 2008 sollte der Bau beginnen und 2010 fertiggestellt sein. Mit der Bewerbung zur WM wurden die Planungen gestoppt. Anfang Dezember 2015 gab das Qatari Supreme Committee die zwei letzten Standorte für WM-Stadien bekannt. Einer von ihnen war al-Thumama. In der ursprünglichen Bewerbung war ein Stadion in al-Thumama noch nicht vorgesehen.
Die ursprünglichen Pläne mit 11.000 Plätzen waren nicht mit einem WM-Stadion mit mindestens 40.000 Plätzen vereinbar. Im August 2017 präsentierte das Supreme Committee for Delivery and Legacy das Design des WM-Stadions in al-Thumama. Das Äußere des Stadions wurde einer weißen Takke nachempfunden. Mit einem Kühlsystem soll die Temperatur im Stadion bis auf 18°C gesenkt werden können und eine ganzjährige Nutzung ermöglichen. Nach der Weltmeisterschaft soll das Platzangebot auf 20.000 halbiert werden. Die zurückgebauten Oberränge auf den Längstribünen werden durch V.I.P.-Logen inklusive Boutique-Hotel mit 60 Zimmern und Blick auf das Spielfeld ersetzt. Die nicht mehr benötigten Tribünenteile werden an Entwicklungsländer gespendet. Zum Komplex gehören neben dem Stadion acht Fußballfelder und weitere Anlagen für verschiedene Sportarten. Die vorbereitenden Arbeiten wurden schon im Sommer 2016 begonnen und ein Jahr später sollte das Fundament gelegt werden. Der Kostenrahmen lag bei 1,25 Mrd. QAR (rund 282 Mio. Euro).
Im Januar 2020 war die Ornament-Fassade mit fast 25.000 m² Fläche fertiggestellt. Die Hauptstruktur des kreisrunden Stadions war fertig, aber weitere Arbeiten am Dach, an den Installationen und an der Ausstattung standen noch aus. Der Baubeginn datiert auf den 1. März 2017 mit dem offiziellen Spatenstich. Das Dach besteht aus einer 35.000 m² großen Membran, die über eine Seilnetzkonstruktion über das Stadion gespannt ist. Das katarisch-türkische Joint Venture aus den Bauunternehmen Al Jaber Engineering und Tekfen Construction gaben als Übergabetermin den 15. September 2020 an. Nach offiziellen Angaben der Katarer sollte dies im Laufe des Jahres passieren.
Ende November 2020 verkündete das Qatari Supreme Committee, dass das al-Thumama-Stadion kurz vor der Fertigstellung steht und nach dem Neujahrstag 2021 genutzt werden kann. 56 Prozent der 40.000 Kunststoffsitze waren montiert. Nach Auskunft der Auftragnehmer war das Stadion zu 73 Prozent fertig. Die Installation der Kabel, Dachverkleidungen und der 680 Träger, die die Strahler für die Flutlichtanlage tragen, war abgeschlossen. Zur Kühlung wurde ein System aus 54 Lüftungsanlagen verbaut. Betrieben wird es hauptsächlich mit erneuerbaren Energien. Als letzte Arbeiten stünden u. a. noch die Installation der Elektrik und die Verlegung des Spielfeldrasens aus. Die COVID-19-Pandemie verzögerte die Bauarbeiten nur leicht, die Übergabe sollte im Herbst des Jahres stattfinden. Die Fußballarena soll 40 Prozent sparsamer im Wasserverbrauch als bisherige Stadien. Das anfallende Wasser wird recycelt und zur Bewässerung des 50.000 m² großen Parks genutzt werden. Ein Fußballclub, der das al-Thumama-Stadion nach der Weltmeisterschaft 2022 regelmäßig nutzt, ist bisher nicht gefunden. Es sollen aber auch weitere Sport- und Freizeitveranstaltungen im Stadion ausgerichtet werden. Während des WM-Turniers sind im al-Thumama-Stadion sechs Gruppenspiele sowie ein Achtelfinale und ein Viertelfinale geplant.
Im September 2021 wurde die Fertigstellung gemeldet. Am 22. Oktober des Jahres wurde es in Anwesenheit von Staatsoberhaupt Tamim bin Hamad Al Thani und FIFA-Präsident Gianni Infantino mit dem Endspiel des Emir of Qatar Cup 2021 zwischen dem al-Sadd Sports Club und dem al-Rayyan SC eröffnet. Die Partie stand nach Verlängerung 1:1. Im Elfmeterschießen siegte al-Sadd mit 5:4. Mit dem al-Thumama-Stadion wurde die sechste WM-Spielstätte von 2022 eröffnet.

## Spiele der Fußball-Weltmeisterschaft 2022 im al-Thumama-Stadion
Es wurden acht Partien im al-Thumama-Stadion in Doha ausgetragen.
|                                                    |   |                    |           |
| Mo., 21. Nov. 2022 um 11:00 Uhr MEZ, Gruppe A      |   |                    |           |
| Senegal                                            | – | Niederlande        | 0:2 (0:0) |
| Mi., 23. Nov. 2022 um 17:00 Uhr MEZ, Gruppe E      |   |                    |           |
| Spanien                                            | – | Costa Rica         | 7:0 (3:0) |
| Fr., 25. Nov. 2022 um 14:00 Uhr MEZ, Gruppe A      |   |                    |           |
| Katar                                              | – | Senegal            | 1:3 (0:1) |
| So., 27. Nov. 2022 um 14:00 Uhr MEZ, Gruppe F      |   |                    |           |
| Belgien                                            | – | Marokko            | 0:2 (0:0) |
| Di., 29. Nov. 2022 um 20:00 Uhr MEZ, Gruppe B      |   |                    |           |
| Iran                                               | – | Vereinigte Staaten | 0:1 (0:1) |
| Do., 1. Dez. 2022 um 16:00 Uhr MEZ, Gruppe F       |   |                    |           |
| Kanada                                             | – | Marokko            | 1:2 (1:2) |
| So., 4. Dez. 2022 um 16:00 Uhr MEZ, Achtelfinale   |   |                    |           |
| Frankreich                                         | – | Polen              | 3:1 (1:0) |
| Sa., 10. Dez. 2022 um 16:00 Uhr MEZ, Viertelfinale |   |                    |           |
| Marokko                                            | – | Portugal           | 1:0 (1:0) |